# Ollie Wride
Ollie Wride (Brighton, 30 november 1997) is een Brits singer-songwriter.

## Biografie
Wride kreeg bekendheid als zanger van de band FM-84. Hun debuutalbum Atlas uit 2016 werd positief ontvangen in recensies en bleek commercieel succesvol. Wride schreef de teksten en zong op de nummers "Do not Want to Change Your Mine", "Wild Ones" en "Running in the Night". Laatstgenoemde nummer werd een van de meest beluisterde nummers binnen het synthwavegenre. De videoclip is in 2021 op videoplatform YouTube ruim 10 miljoen keer bekeken.
Samen met FM-84 bracht hij in 2017 de singles "Never Stop" en in 2019 "Bend & Break" uit. In die jaren trad hij live op met FM-84, totdat in 2019 de band aankondigde voor onbepaalde tijd een hiatus in te lassen. Wride besloot om als soloartiest door te gaan en bracht in 2019 zijn debuutalbum uit, genaamd Thanks in Advance.

## Discografie

### Studioalbums
- Atlas (2016, met FM-84)
- Thanks in Advance (2019)

### Singles
- "Wild Love" (2015, met Timecop1983)
- "Never Stop" (2017, met FM-84)
- "Overcome" (2018)
- "Never Live Without You" (2018)
- "The Driver" (2018)
- "Bend & Break" (2019)
- "Malibu Broken" (2020, met Jessie Frye)
- "Stranger Love" (2020, met Sunglasses Kid)
- "Wake Up" (2020, met Michael Oakley)
- "Juliette" (2020)